# Downtown 81
Downtown 81 (também conhecido como New York Beat Movie) é um filme de comédia biográfica lançado em 14 de Março de 2001, dirigido por Edo Bertoglio, escrito por Glenn O'Brien e produzido pela Maripol.
Trata-se de um retrato da subcultura pós-punk de Manhattan. 
O filme é estrelando pelo renomado artista plástico Jean-Michel Basquiat e apresenta os artistas James Chance, Amos Poe, Walter Steding, e Tav Falco, o guião é como um conto de fadas bizarro em um cenário urbano.

## Sinopse
O filme abre com Jean (Basquiat) no hospital com uma doença não revelada. Após receber alta, ele conhece uma mulher enigmática, Beatrice (Anna Schroeder), que dirige um conversível. Ele chega em seu apartamento só para descobrir que o seu proprietário, de onde é expulso por um gerente representado por Giorgio Gomelsky, ex-integrante do grupo Yardbirds.
Mais tarde, ao tentar vender a suas obras de arte, ele encontra muitos personagens do centro de Nova York, do músico Arto Lindsay e sua banda D.N.A. até David McDermott e os grafiteiros Lee Quinones e Fab Five Freddy. Jean, eventualmente, consegue vender alguns de seus trabalhos de arte para uma rica mulher de meia-idade que está interessada em mais do que apenas sua arte, mas ela paga com um cheque. Conforme o filme avança, ele vagueia pelas ruas de New York City, olhando para Beatrice. Ele assiste a performances de Kid Creole and the Coconuts  e James Chance com sua banda James White and the Blacks. Finalmente, ele conhece Fairy Godmother, interpretada por Debbie Harry (Blondie), que se transforma em uma princesa, quando ele a beija. Como recompensa, ela lhe dá uma pilha de dinheiro.